# Невадо-Сан-Франциско
Невадо Сан-Франциско (исп. Nevado San Francisco) — вулкан на северо-западе страны Аргентина. Расположен к юго-востоку от перевала Сан-Франциско.
Высота пика 6061 метров.